# ニジィン
ニジィン（ウクライナ語: Ніжин;  ˈn⁽ʲ⁾iʒɪn）は、ウクライナ・チェルニーヒウ州の市である。
ニジィン地区(ru)の行政中心地であるが、同地区には含まれない。人口は2015年の時点で72422人。オステール川(ru)河畔に立地し、州都チェルニーヒウからは80kmの位置にある。『イパーチー写本』の1147年の項では、ニジィン付近の平原で起きた戦い(ru)について記されている。
以前はロシア語読みのネージン（ru:Нежин）として知られた。

## 姉妹都市
- マズィル（ベラルーシ）
- Świdnica(en)（ポーランド）
- ヨアニナ（ギリシャ）